# Chicago perversa
Chicago perversa (Gangland Bangers) è un film del 1996 diretto da Joe D'Amato.

## Trama
Rocky Partana, immigrato d'origine siciliana, riesce a farsi strada nella Chicago proibizionista degli anni trenta: ben presto donne e alcolici diventano la sua passione, ma il suo mentore, il gangster Frank Lobianco, non gradisce chi tenta d'ingannarlo.